# Orthione griffenis
Orthione griffenis is een pissebed uit de familie Bopyridae. De wetenschappelijke naam van de soort is voor het eerst geldig gepubliceerd in 2004 door Markham.
Het leefgebied van de soort is aan kusten van Rusland, Japan, het Koreaans schiereiland en China. Het is een invasieve soort aan de westkusten van Canada, de Verenigde Staten en Mexico. O. griffenis leeft onder andere als parasiet in de kieuwen van garnalen.